# Fredrik Bajer
Fredrik Bajer (21. dubna 1837, Vesteregede – 22. ledna 1922, Kodaň) byl dánský spisovatel, učitel, politik a pacifista, který spolu s Klasem Arnoldsonem roku 1908 obdržel Nobelovu cenu míru.
Narodil se v rodině duchovního, sloužil jako důstojník dánské armády, v roce 1864 bojoval ve válce proti Prusku a Rakousku a byl za to povýšen do hodnosti nadporučíka. V roce 1865 jej propustili, přestěhoval se do Kodaně, kde pracoval jako učitel, překladatel a spisovatel.
V roce 1872 byl zvolen do dánského parlamentu, kde působil následujících 23 let. Jako poslanec se věnoval využití mezinárodních arbitráží pro řešení konfliktů mezi národy.
Podporoval mnoho dánských i evropských mírových organizací, zasloužil se o sjednání míru mezi Norskem a Švédskem.